# Virginia Gilder

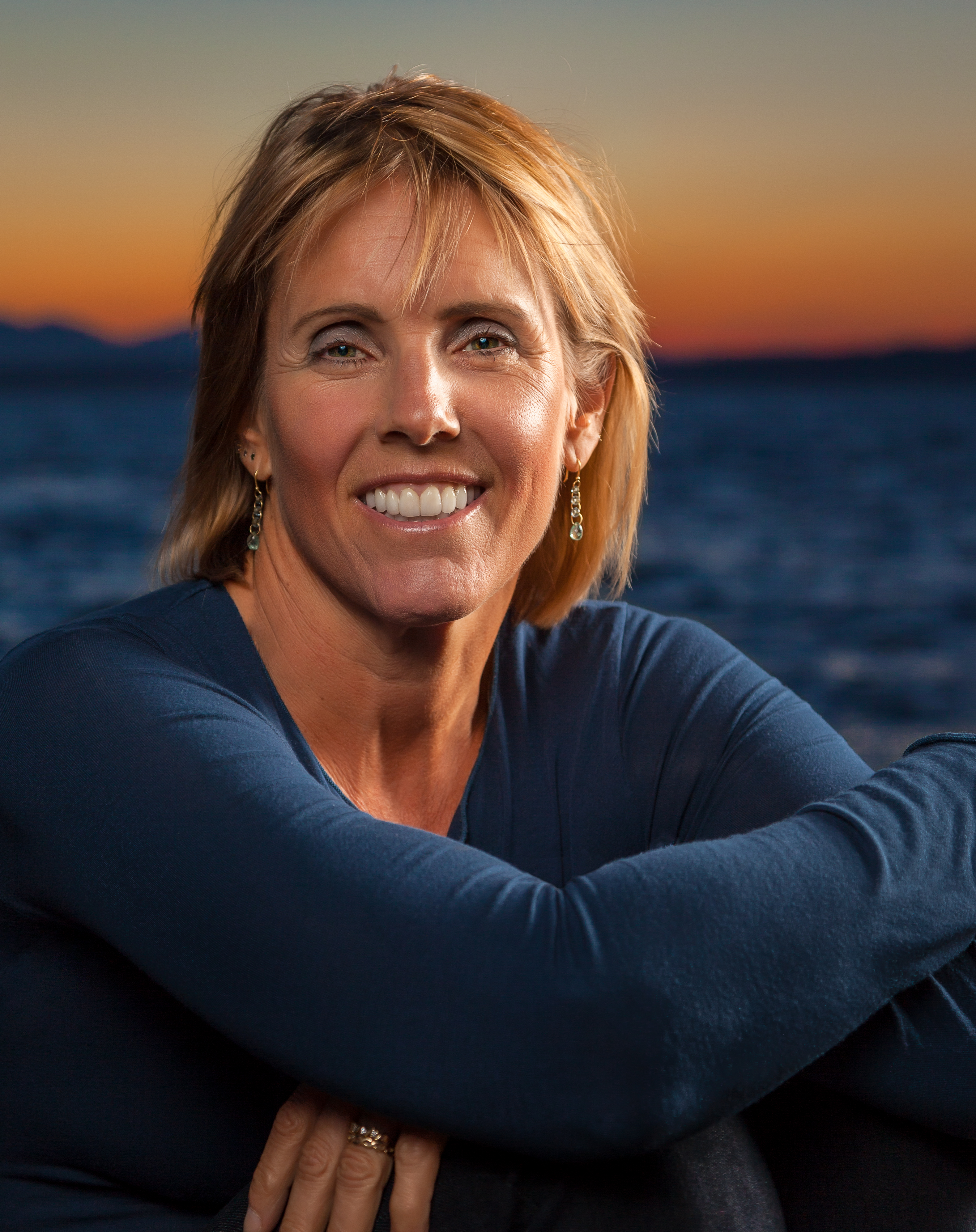
Virginia Gilder (2014)

Virginia „Ginny“ Anne Gilder (* 4. Juni 1958 in New York City) ist eine ehemalige US-amerikanische Ruderin. Sie gewann 1984 die olympische Silbermedaille im Doppelvierer.

## Leben
Die 1,70 m große Virginia Gilder studierte an der Yale University. 1980 gehörte sie zum US-Team für die Olympischen Spiele in Moskau, das wegen des Olympiaboykotts nicht antreten durfte. Bei den Ruder-Weltmeisterschaften 1983 belegte sie den dritten Platz im Einer hinter Jutta Behrendt aus der DDR und Irina Fetissowa aus der Sowjetunion. 
Bei den Olympischen Spielen 1984 in Los Angeles waren die DDR und die Sowjetunion wegen ihres Olympiaboykotts nicht am Start. Im Einer trat für die USA Charlotte Geer an. Im Doppelvierer vertraten Anne Marden, Lisa Rohde, Joan Lind, Virginia Gilder und Steuerfrau Kelly Rickon die Vereinigten Staaten. Die Crew des Gastgeberlandes gewann den zweiten Vorlauf und erhielt im Finale hinter den Rumäninnen und knapp vor dem dänischen Boot die Silbermedaille.
Virginia Gilder war später als Unternehmerin und Investorin mit einer eigenen Investmentfirma tätig. Daneben baute sie mit Washington Works ein Non-Profit-Unternehmen auf, das Beschäftigungsprogramme für Wohlfahrtsempfänger betreut. Zusammen mit zwei anderen Investorinnen gehört Gilder die Firma Force 10 Hoops, LLC. Diese Firma besitzt das Basketballteam Seattle Storm, das in der Women’s National Basketball Association spielt.
Seit 2012 ist Gilder mit Lynn Slaughter verheiratet.